# Cerkiew św. Mikołaja w Leszczynach
Cerkiew św. Mikołaja w Leszczynach – drewniana filialna cerkiew greckokatolicka, znajdująca się obecnie pod opieką parafii Znalezienia Krzyża Świętego w Kalwarii Pacławskiej.
Została zbudowana (w miejscu starszej drewnianej cerkwi z 1816) w 1886. Cerkiew należała do parafii w Makowej. 
Po wojnie wyremontowana i użytkowana przez kościół rzymskokatolicki.
Od 2017 r. cerkiew znajduje się na liście zabytków województwa podkarpackiego (nr rej.: A-1508 z 18.12.2017.).

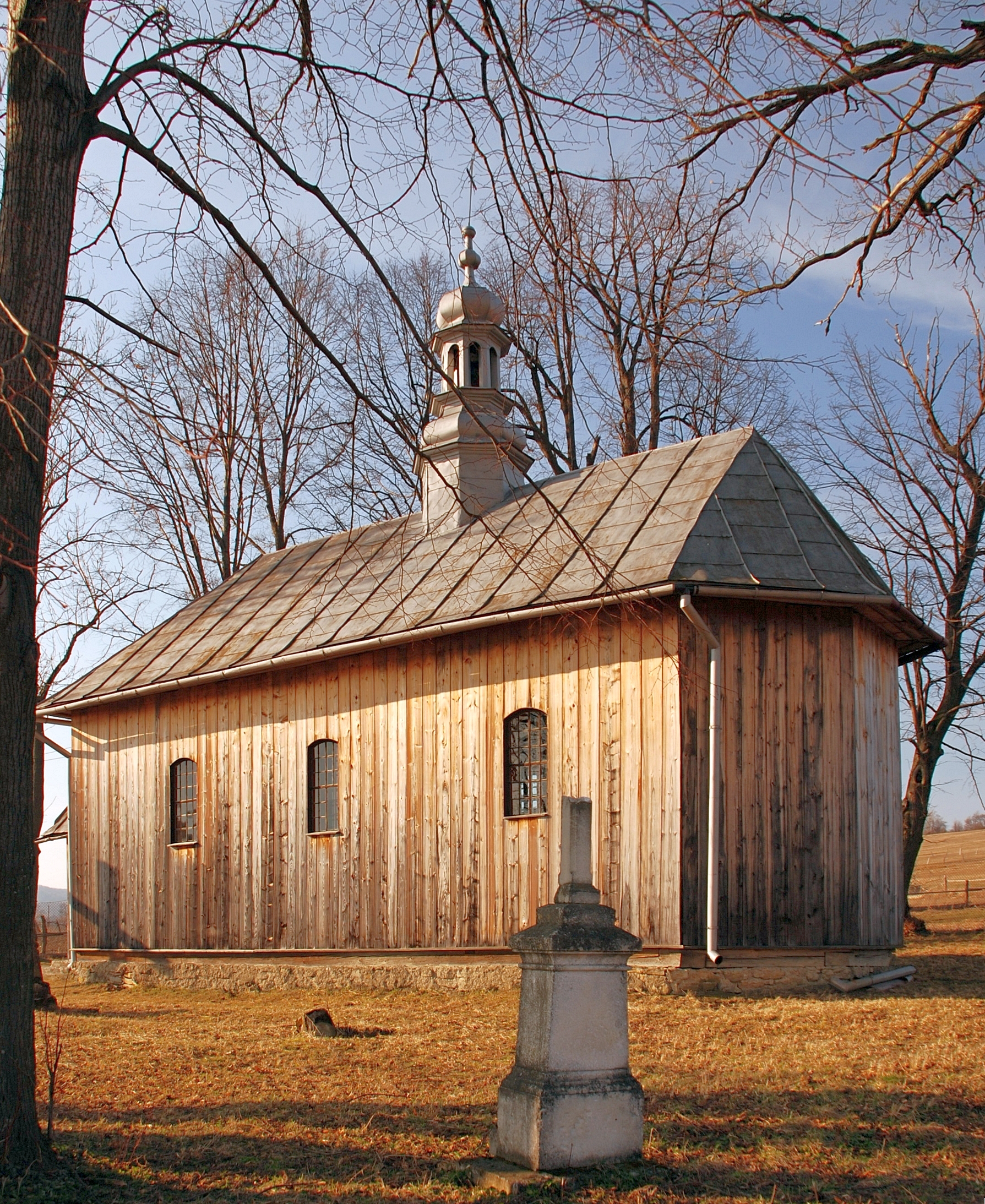
Elewacja południowa
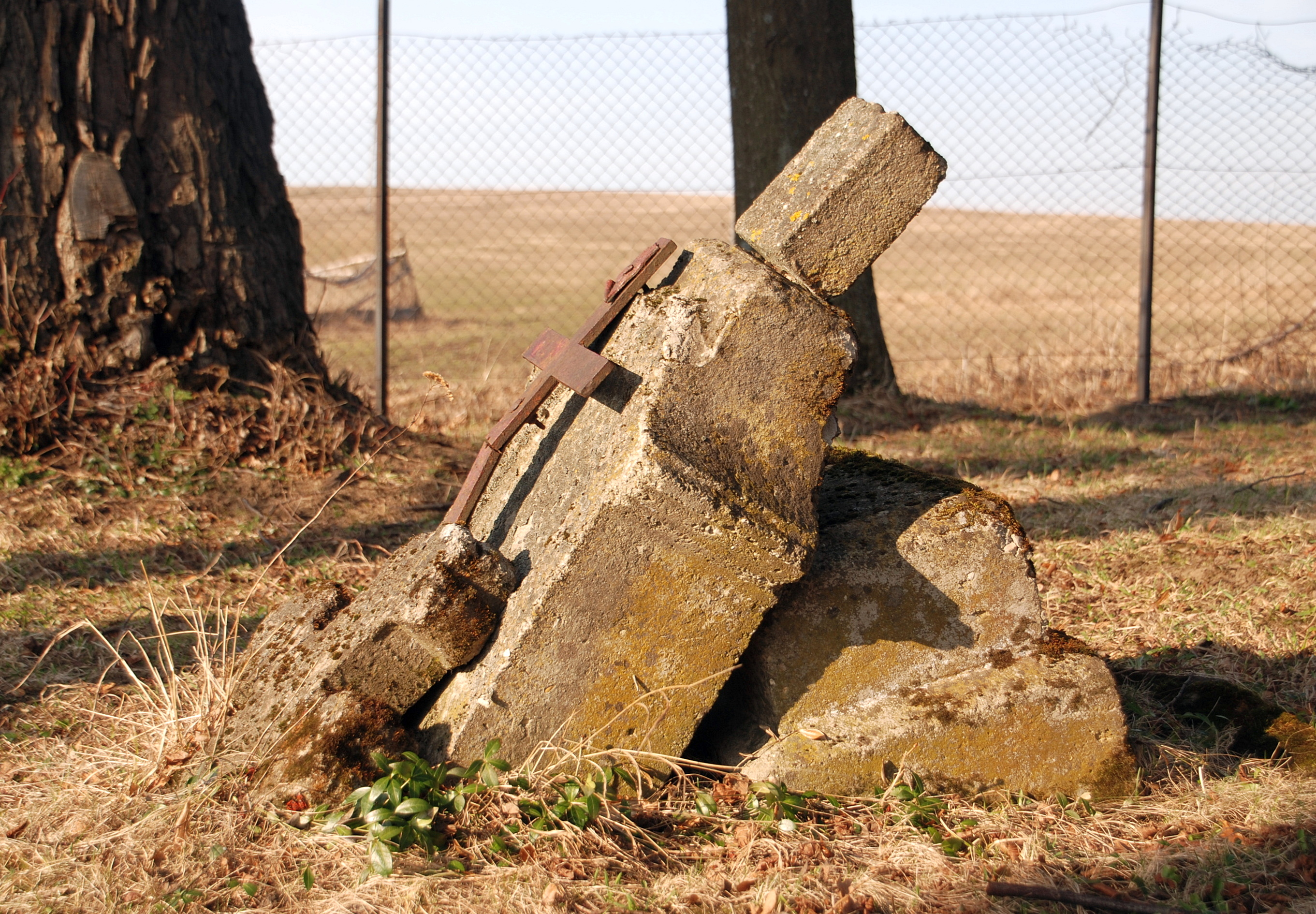
Otoczenie
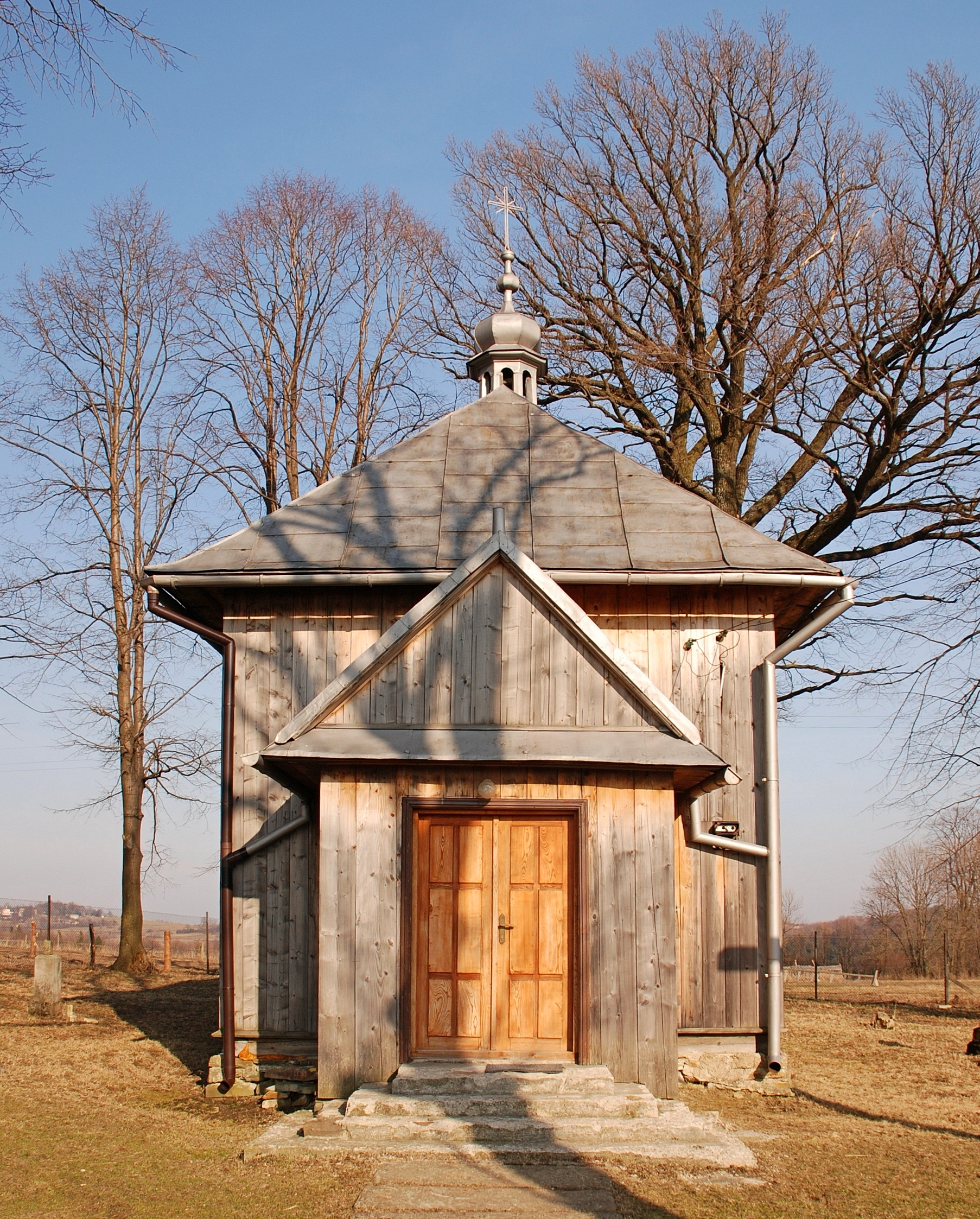
Elewacja frontowa